# タラント郡 (テキサス州)
タラント郡（英: Tarrant County）は、アメリカ合衆国テキサス州の中央部北に位置する郡である。人口は211万0640人（2020年）。郡庁所在地はフォートワース市（人口91万8915人）であり、同郡で人口最大の都市である。タラント郡はその人口で、アメリカ合衆国の中で第16位、テキサス州内では第3位の郡である。郡名はテキサス共和国の将軍エドワード・H・タラントに因んで名付けられた。
タラント郡はダラス・フォートワース大都市圏（メトロプレックスと呼ばれている）に属している。

## 地理
アメリカ合衆国国勢調査局に拠れば、郡域全面積は897平方マイル (2,324 km2)であり、このうち陸地863平方マイル (2,236 km2)、水域は34平方マイル (88 km2)で水域率は3.80％である。

### 主要高規格道路
| - 州間高速道路20号線 - 州間高速道路30号線 - 州間高速道路35号線西 - 州間高速道路820号線 - アメリカ国道81号線 - アメリカ国道287号線 - アメリカ国道377号線 | - テキサス州道10号線 - テキサス州道26号線 - テキサス州道114号線 - テキサス州道121号線 - テキサス州道183号線 - テキサス州道199号線 - テキサス州道360号線 - テキサス州道支線303号線 |

### 隣接する郡
- デントン郡 - 北
- ダラス郡 - 東
- エリス郡 - 南東
- ジョンソン郡 - 南
- パーカー郡 - 西
- ワイズ郡 - 北西

## 人口動態
以下は2000年国勢調査による人口統計データである。
| 基礎データ - 人口: 1,446,219人 - 世帯数: 533,864 世帯 - 家族数: 369,433 家族 - 人口密度: 647人/km2（1,675人/mi2） - 住居数: 565,830軒 - 住居密度: 253軒/km2（655軒/mi2） 人種別人口構成 - 白人: 71.23% - アフリカン・アメリカン: 12.80% - ネイティブ・アメリカン: 0.57% - アジア人: 3.64% - 太平洋諸島系: 0.16% - その他の人種: 9.09% - 混血: 2.51% - ヒスパニック・ラテン系: 19.73% 年齢別人口構成 - 18歳未満: 28.1% - 18-24歳: 10.0% - 25-44歳: 33.5% - 45-64歳: 20.1% - 65歳以上: 8.3% - 年齢の中央値: 32歳 - 性比（女性100人あたり男性の人口） - 総人口: 98.1 - 18歳以上: 95.6 | 世帯と家族（対世帯数） - 18歳未満の子供がいる: 36.8% - 結婚・同居している夫婦: 52.6% - 未婚・離婚・死別女性が世帯主: 12.2% - 非家族世帯: 30.8% - 単身世帯: 24.9% - 65歳以上の老人1人暮らし: 5.9% - 平均構成人数 - 世帯: 2.67人 - 家族: 3.22人 収入と家計 - 収入の中央値 - 世帯: 46,179米ドル - 家族: 54,068米ドル - 性別 - 男性: 38,486米ドル - 女性: 28,672米ドル - 人口1人あたり収入: 22,548米ドル - 貧困線以下 - 対人口: 10.6% - 対家族数: 8.0% - 18歳未満: 13.8% - 65歳以上: 8.7% |

## 政治
タラント郡は近年一貫して共和党の大統領候補を支持してきた。1960年以降では1964年のテキサス州出身で民主党の候補者だったリンドン・B・ジョンソンを唯一の例外として、共和党候補を支持してきた。全国的に類似した大きさの郡と比較すると、カリフォルニア州オレンジ郡が唯一タラント郡よりも強く共和党を推しているだけである。
アーリントン市では、2010年の州議会議員選挙で、3つの選挙区全てで共和党議員を送り出した。
主要政党
- タラント郡共和党公式サイト
- タラント郡民主党公式サイト

| 年     | 民主党         | 共和党         |
| ------ | -------------- | -------------- |
| 2008年 | 43.8% 274,101  | 55.6% 347,843  |
| 2004年 | 37.01% 207,286 | 62.39% 349,462 |
| 2000年 | 36.78% 173,758 | 60.74% 286,921 |
| 1996年 | 41.60% 170,431 | 50.85% 208,312 |
| 1992年 | 33.14% 156,230 | 38.90% 183,387 |
| 1988年 | 38.19% 151,310 | 61.24% 242,660 |
| 1984年 | 32.57% 120,147 | 67.25% 248,050 |
| 1980年 | 39.69% 121,068 | 56.86% 173,466 |
| 1976年 | 49.18% 122,287 | 50.05% 124,433 |
| 1972年 | 31.29% 69,187  | 68.55% 151,596 |
| 1968年 | 41.79% 79,705  | 42.88% 81,786  |
| 1964年 | 62.98% 97,092  | 36.71% 56,593  |
| 1960年 | 44.66% 59,385  | 54.75% 72,813  |

## 都市と町
| - アーリントン - アズル † - ベドフォード - ベンブルック - ブルーマウンド - バールソン * * * - コリービル - クロウリー - ダルウォーシントンガーデンズ - エッジクリフビレッジ - ユーリス - エバーマン - フラワーマウンド * * - フォレストヒル - フォートワース †††† - 郡庁所在地 - グランドプレーリー * - グレープバイン ††† - ハルトムシティ - ハズレット †††† - ハースト | - ケラー - ケネデール - レイクサイド - レイクワース - マンスフィールド * * * * * - ニューアーク * * * * - ノースリッチランドヒルズ - パンテゴ - ペリカンベイ - レンドン - リッチランドヒルズ - リバーオークス - サギノー - サンサムパーク - サウスレイク †††† - トロフィークラブ * * - ワトーガ - ウェストレイク †††† - ウェストオーバーヒルズ - ウェストワースビレッジ - ホワイトセトルメント |

*  大半はダラス郡内 

* *  大半はデントン郡内 

* * *  大半はジョンソン郡内 

* * * *  大半はワイズ郡内 

* * * * *  一部ジョンソン郡とエリス郡内 

† 一部パーカー郡内 

†† 一部ワイズ郡内 

††† 小部分がダラス郡内 

†††† 小部分がデントン郡内 

††††† 一部パーカー郡とワイズ郡内 

## 教育

### 初等・中等教育
テキサス州の公立学校は独立教育学区とチャータースクールに組織化されている。郡内には他に多くの私立高等学校や100近い初等私立学校がある。

#### 独立教育学区
| - アーリントン独立教育学区 - バードビル独立教育学区 - キャロル独立教育学区 - キャッスルベリー独立教育学区 - イーグルマウンテン・サギノー独立教育学区 - エバーマン独立教育学区 - フォートワース独立教育学区 - グレープバイン・コリービル独立教育学区 - ハースト・ユーレス・ベドフォード独立教育学区 - ケラー独立教育学区 | - ケネデール独立教育学区 - レイクワース独立教育学区 - ホワイトセトルメント独立教育学区 - アズル独立教育学区（部分） - バールソン独立教育学区（部分） - クロウリー独立教育学区（部分） - ゴッドリー独立教育学区（部分） - マンスフィールド独立教育学区（部分） - ノースウェスト独立教育学区（部分） |

#### チャータースクール
- リチャード・ミルバーン・アカデミー
- クロスティンバーズ・アカデミー
- ウェストレイク・アカデミー

#### 私立学校
著名な私立学校には次のものがある。
- フォートワース・クリスチャン学校
- ノーラン・カトリック高校
- トリニティ・バレー学校
- キー・スクールInc.
- フォートワース郡デイスクール
- トリニティ・バプテスト・テンプル・アカデミー

## 交通
ダラス・フォートワース国際空港の一部が郡内ではグレープバイン市とユーレス市に入っており、ダラス郡ではアービング市にある。
フォートワース・アライアンス空港はフォートワース市が所有する公共用途空港であり、市中心事業街の北14マイル (22 km)、州間高速道路35号線西沿いにある。世界初の純粋に産業用の空港であり、フォートワース市、連邦航空局、およびヒルウッド開発社の共同事業で開発された。ヒルウッド開発社はH・ロス・ペローが所有する不動産開発会社である。この空港の滑走路は、2,900 m と 2,500 m の2本がある。
フォートワース・ミーチャム国際空港は州間高速道路820号線とアメリカ事業国道287号線の交差点にあり、フォートワース市中心事業街の北西5マイル (8 km) にある。この空港には2本の平行した滑走路と、1本の横風用滑走路がある。
フォートワース・スピンクス空港は市中心事業街の南14マイル (22 km) にある。州間高速道路35号線東と国道1187号線の交差点にあり、フォートワース・ミーチャム国際空港やダラス・フォートワース国際空港の代替空港として機能している。